# Прибор за оценка на проходимостта - Марс
„Прибор за оценка на проходимостта — Марс“ (съкратено ПрОП-М) се наричат първите съветски марсоходи, предназначени за изследване на Марс.
Те са били доставени на повърхността на Марс през 1971 г. от спускаемите модули на мисии „Марс 2“ (на 27 ноември 1971 г.) и „Марс 3“ (на 2 декември 1971 г.), но не изпълняват предназначенията си.
Спускаемият апарат Марс 2 катастрофира на повърхността, а Марс 3 работи само около 20 секунди (като се предполага, че излизането му от строя се дължи на прахова буря). Междувременно Марс 2 става първият изкуствен обект създаден от човека, който достига повърхността на Марс.
Устройствата, е трябвало да се движат по повърхността използвайки набор от две ски, разположени от двете страни на апаратите, които леко са ги повдигали над повърхността. На апаратите са били поставени телевизионни камери.
Две тънки матални ленти в предната част на марсоходите са сензори, които откриват препятствия по пътя им. По този начин мобилните устройства могат да определят от коя страна им се падат препятствията, като по този начин се отдръпват от тях или се опитват да ги заобиколят.
На всеки 1,5 m, устройствата спират и потвърждават правилността на курса на движение. Този елементарен изкуствен интелект е необходим на марсианските мобилни устройства, защото сигналът от Земята до Марс пътува от 4 до 20 минути, а това е твърде много за марсохода. За времето на пристигане на самите заповеди от Земята, устройствата могат да излезят от контрол.

## Характеристики
- Тегло – 4,5 kg
- Размери на каросерия (L * W * H) – 25 cm х 22 cm х 4 cm
- Начин на движение — придвижване с метални ски и сензори за препятствия.
- Скорост на придвижване – 1 m/h. (След преминаването на 1 метър марсоходът спира и очаква заповед от Земята).
- Научни инструменти — динамичен пенетрометър и гама-лъчев денситометър.
- Управление — дистанционно по кабел от спускаемия модул. Дължина на кабела – 15 m.
- Мисия — измерване на плътността на почвата.
- Дизайнер и производител — ВНИИТрансМаш.
- Главен конструктор — Александър Кемурджиян.